# Motiti Island
Motiti Island ist eine Insel in der Bay of Plenty an der Nordinsel Neuseelands. Sie liegt 21 km nordöstlich von Tauranga und 9,4 km nordöstlich von Papamoa Beach.
Die relativ flache Insel ist 10 km² groß. Die Insel war beim Zensus von 1961 von 61 Einwohnern, davon 42 Maori und 19 Europäern, bewohnt. Haupterwerbszweig ist die Landwirtschaft.
Die Insel wurde am 2. November 1769 von James Cook als erstem Europäer entdeckt.